# الینکتان
الینکتان (به فرانسوی: Alincthun) یک کمون در فرانسه است که در پا-دو-کاله واقع شده‌است.

## خصوصیات
الینکتان ۹٫۸۸ کیلومترمربع مساحت و ۳۴۴ نفر جمعیت دارد و ۹۸ متر بالاتر از سطح دریا واقع شده‌است.